# Borudscherd (Verwaltungsbezirk)
Borudscherd (persisch شهرستان بروجرد) ist ein Schahrestan in der Provinz Luristan im Iran. Er enthält die Stadt Borudscherd, welche die Hauptstadt des Verwaltungsbezirks ist.

## Kreise
- Zentral (بخش مرکزی)
- Oschtorinan (بخش اشترینان)

## Demografie
Bei der Volkszählung 2016 betrug die Einwohnerzahl des Schahrestan 326.452. Die Alphabetisierung lag bei 85 Prozent der Bevölkerung. Knapp 74 Prozent der Bevölkerung lebten in urbanen Regionen.
| Zensusjahr | Einwohnerzahl |
| ---------- | ------------- |
| 2011       | 337.631       |
| 2016       | 326.452       |